# Art hitita

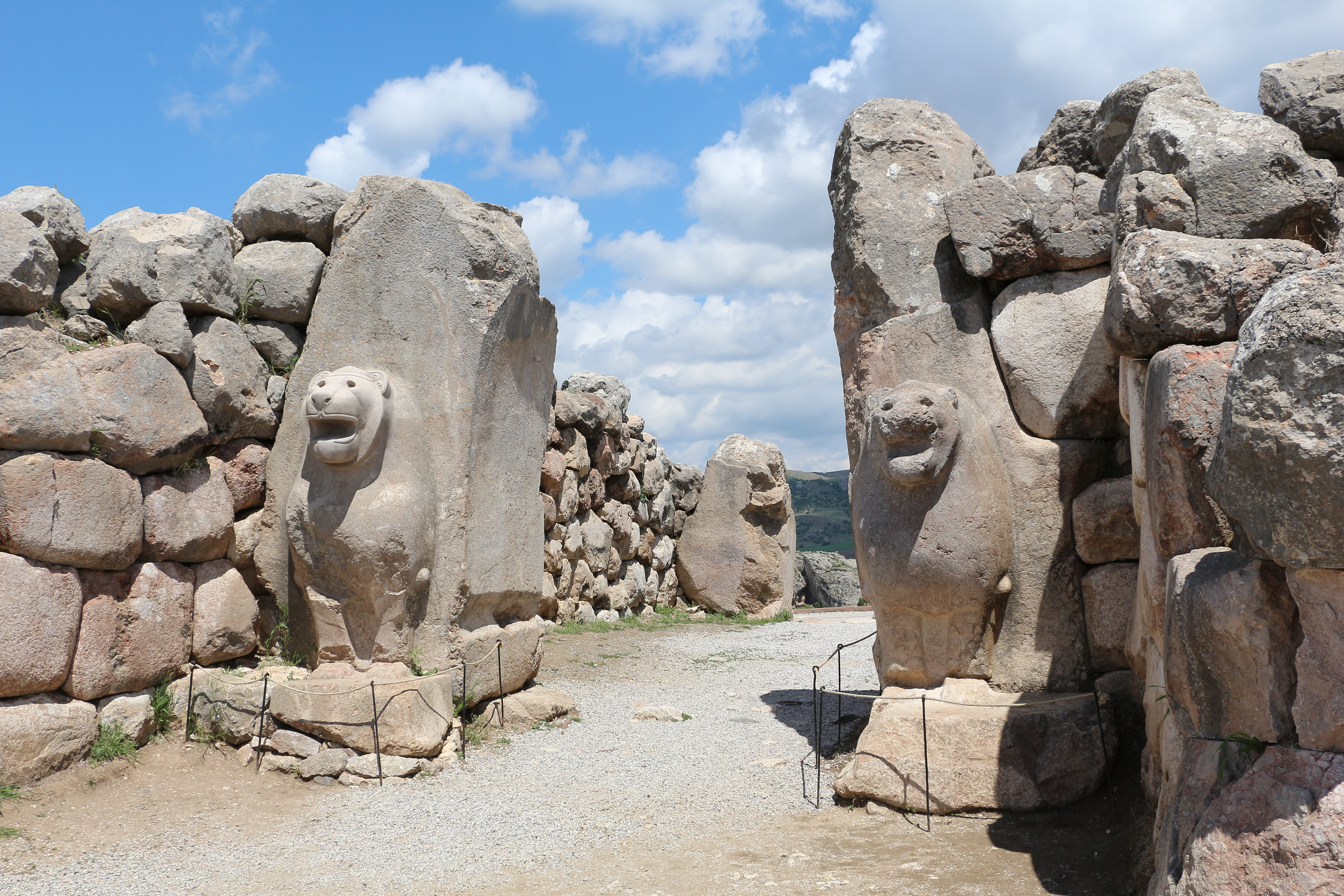
Relleus amb lleons a les portes d'Hattusa

L'art hitita va ser l'art vinculat al poble hitita.
Els hitites, des del centre d'Anatòlia (actual Turquia), van establir un imperi amb capital a Hattusa que es va estendre per la costa de la Mediterrània fins a Egipte. Hi ha testimonis d'art hitita a diferents parts de l'Àsia Menor i a Síria, a la seva zona més septentrional. S'han trobat mostres a la zona d'Hattuša i Carquemix, que denoten l'existència de ciutats establertes sobre bases ciclòpies, així com de muralles, santuaris i palaus. Un dels materials bàsics que feien servir els hitites era la pedra, que decoraven habitualment amb baixos relleus, d'influència assíria, especialment a les zones de les muralles que quedaven a prop de les portes de les ciutats. Un exemple d'això és la porta dels esfinxs a Alaja Hüyük, que daten del tercer mil·lenni aC. També decoraven l'exterior dels santuaris, com els relleus trobats a Malatya, o Carquemix, entre d'altres. També s'han trobat petites escultures d'influència egípcia en forma d'estàtues metàl·liques, caracteritzades per l'absència de delicadeses formals i escàs detallisme i alguna peça monolítica de pedra.
S'han trobat també copes i recipients d'or, i unes figures de les que no se'n coneix del tot la funció, que podrien ser puntes dels estendards, amb formes geomètriques i figures de cérvol. El cérvol era una representació del déu de la fertilitat pels hitites. A Kültepe s'han trobat figures de pedra amb el cos en forma de disc, un coll llarg i un cap petit. Una altra manifestació artística són els segells cilíndrics que imprimien sobre les tauletes d'argila per rodament. A més de textos escrits, porten figures de divinitats, algunes en forma de toro, segurament una representació del déu Tessub. Els relleus de l'època imperial, sobretot els que estan associats a llocs de culte, s'acostumen a representar els reis associats a una divinitat. El rei es mostra vestit amb una llarga túnica cerimonial, una mena d'estola, unes sabates punxegudes amb les puntes doblegades amunt (amb aquestes sabates també representaven els egipcis als hitites), un barret ajustat al cap i un bastó doblegat a la punta. De vegades la reina l'acompanya i la parella adoren un déu, o el déu abraça al rei protegint-lo.